# Adolf Friedrich von Olthof
Adolf Friedrich von Olthof, auch: von Olthoff (* 7. September 1718 in Strelitz; † 30. Juni 1793 in Stralsund) war ein schwedisch-pommerscher Regierungsrat und Kunstmäzen.

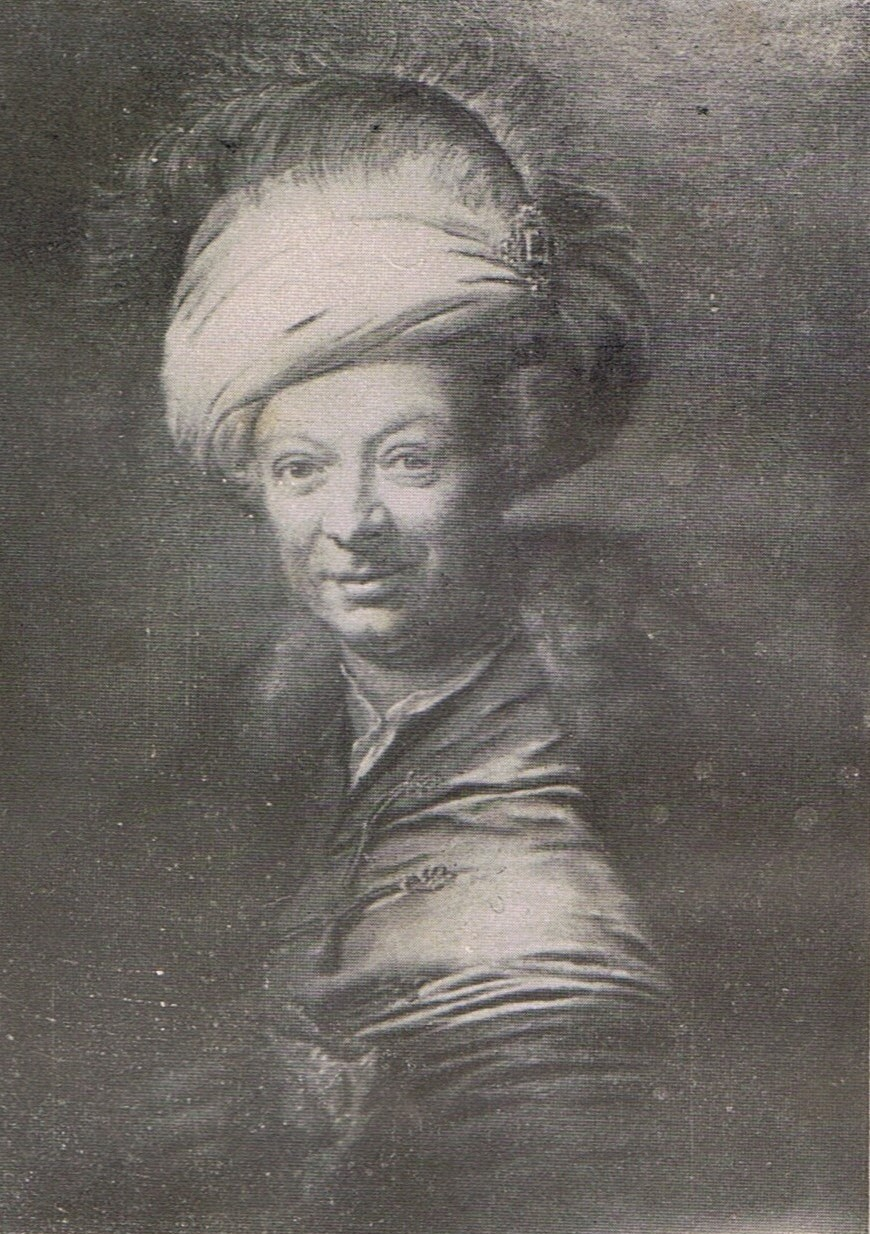
Adolf Friedrich von Olthof. Ölporträt von Georg David Matthieu

## Leben
Adolf Friedrich (von) Olthof war der Sohn des 1752 in den schwedischen Adelsstand erhobenen Lucas Anton Olthoff († 1752), seit 1715 Pagenhofmeister und zuletzt Archivar in Strelitz, der Residenzstadt des noch jungen (Teil-)Herzogtums Mecklenburg-Strelitz. Er besuchte von 1728 bis 1734 das Gymnasium in Stralsund. Anschließend studierte er an den Universitäten Halle und Greifswald Rechtswissenschaften. In Greifswald war er Mitglied der Deutschen Gesellschaft. 1738 wurde er Adjunkt seines Vaters und 1742 Sekretär der Ritterschaft Schwedisch-Pommerns. Im Jahr 1744 wurde er Landsyndikus in Nachfolge seines Vaters. Von 1747 bis 1756 hielt er sich im Auftrag der schwedisch-pommerschen Ritterschaft überwiegend in Stockholm auf, wo er sich Kenntnisse des schwedischen Staats- und Verwaltungsrechtes erwarb.

### Königlich schwedischer Münzdirektor
Gemeinsam mit dem Stralsunder Kaufmann und Bankier Joachim Ulrich Giese (1720–1780) pachtete er 1757 die damals neueingerichtete Stralsunder Münze. Währenddessen legte v. Olthof sein Amt als Landsyndikus nieder, wurde zum Kanzleirat ernannt und widmete sich den Rechtsangelegenheiten und dem Kontakt mit den Behörden in Stockholm, der Regierung Schwedisch-Pommerns in Stralsund und den Landständen. Als Schweden 1757 in den Siebenjährigen Krieg eintrat, wurde v. Olthof in das schwedische Kriegskommissariat berufen. Ende Oktober 1759 geriet er in Demmin in preußische Kriegsgefangenschaft, aus der er Anfang des Jahres 1760 entlassen wurde. Im gleichen Jahr erwarb er die Einzelhöfe Darz und Zargelitz bei Zirkow auf Rügen. 1762 kaufte er das Gut Boldevitz (heute Ortsteil von Parchtitz) auf Rügen, das er bis 1780 behielt.
Um minderwertiges preußisches Geld abzuwehren, erhielten die Münzdirektoren v. Olthof und Giese 1761 die Erlaubnis der schwedischen Regierung, dem preußischen Münzfuß zu folgen. Dafür verpflichteten sie sich, die Regierung mit Vorschüssen zu unterstützen, die später zurückgezahlt werden sollten. Gleichzeitig mit der Verminderung der Münzqualität in Schwedisch-Pommern stiegen die Gewinne der beiden Gesellschafter.
Vom schwedischen König Adolf Friedrich zu Friedensverhandlungen mit Preußen beauftragt, schloss Olthof Ende Mai 1762 mit dem preußischen Bevollmächtigten Johann Julius von Hecht den Frieden von Hamburg. Im Juli des gleichen Jahres wurde er zum wirklichen Regierungsrat ernannt. 1763 legte er Sitz und Stimme in der schwedisch-pommerschen Regierung nieder, um sich ganz seinen geschäftlichen Aktivitäten widmen zu können.

### Kunstmäzen

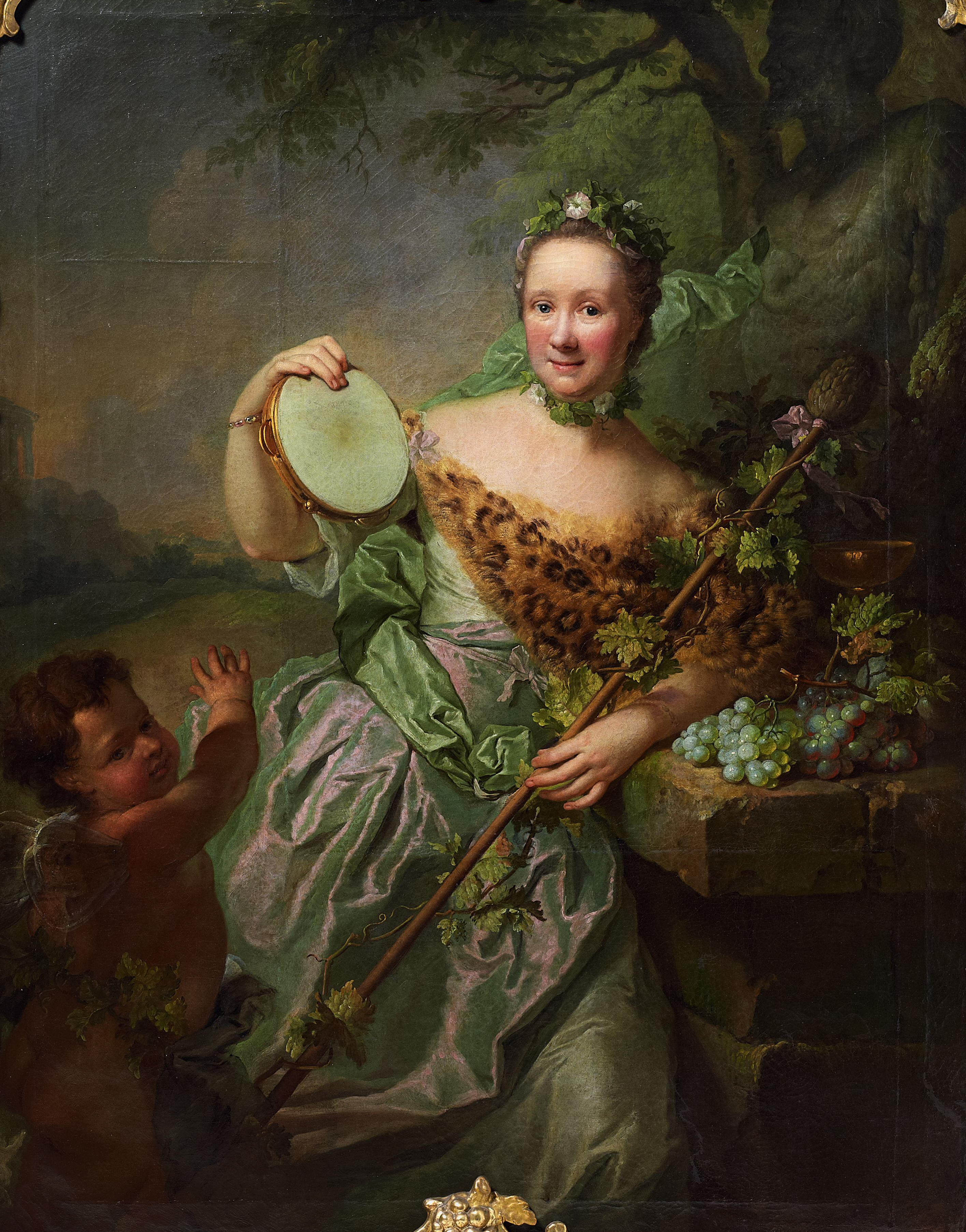
Georg David Matthieu: Porträt von Olthofs Schwester Anna Regina als Bacchantin

Baron v. Olthof leistete sich einen großzügigen Lebenswandel, der sich auch in einem beachtlichen Mäzenatentum widerspiegelte. Im Gutshaus Boldevitz, das er 1762 erworben hatte, versammelte er einen Kreis von Verwandten und Freunden und betätigte sich als Förderer der Künste. Im gleichen Jahr folgten die Maler Georg David Matthieu und Jakob Philipp Hackert, seiner Einladung, „die Ihn [v. Olthof] mit Möblierung und neuer Einrichtung seines Hauses antrafen“. sowie der Schriftsteller Johann Caspar Lavater. Wahrscheinlich stattete Hackert einen Saal in Olthofs Stadthaus (heute Ossenreyerstraße 1) mit Architektur- und Landschaftsbildern aus. Im Gutshaus Boldevitz entstanden sechs großflächige Landschaftstapeten für den großen Festsaal. Erstmals wurden dabei auch Motive der rügenschen Landschaft dargestellt. Hackert begleitete v. Olthof und Giese 1764 auf eine Reise nach Schweden. Balthasar Anton Dunker, Olthofs Neffe, wurde ein Schüler Hackerts und ging mit diesem 1765 zur weiteren Ausbildung nach Paris.

### Freimaurer
Olthof war 1762 Mitgründer der Stralsunder Johannisloge Zur Eintracht und wurde ihr stellvertretender Meister vom Stuhl. Die Loge war eng mit der Einrichtung des Stralsunder Theaters verbunden.

### Finanzieller Niedergang
Nach dem Auslaufen des Münzvertrages im Jahr 1763 stellte die Münze den Betrieb ein. Nach mehrjähriger Prüfung der Rechnungen zur Feststellung der Forderungen Gieses und v. Olthofs von über 160.000 Reichstalern an die schwedische Regierung, erhielten die beiden 1766 etwas mehr als 72.000 Reichstaler in Kronobligationen. Das genügte jedoch nicht zur Deckung der Schulden, da Olthof und Giese weit über ihre Verhältnisse gelebt hatten.
Im März 1773 wurde Olthof durch den schwedischen König Gustav III. erneut zum Regierungsrat ernannt. Die Hälfte des Jahresgehalts wurde sofort von den Gläubigern gepfändet. 1775 verzichteten Giese und v. Olthof gegen Inhaberobligationen im Gesamtwert von 15.000 Talern mit 20 Jahren Laufzeit, von denen jährlich 750 Taler ausgezahlt wurden, auf alle Ansprüche gegen die schwedische Regierung. Außerdem erhielten die beiden Konzessionen zur Durchführung einer Lotterie und zum Betreiben eines Pfandleihhauses.
Im August 1777 eröffnete das Hofgericht Greifswald den Konkurs über das Vermögen von Olthof. Von den 100.000 Reichstalern Schulden war nur die Hälfte durch das Vermögen gedeckt. 1779 reichte er seinen Abschied bei der Regierung ein.
1787 erfolgte seine Ernennung zum Vizekanzler der Universität Greifswald, wofür er ein Professorengehalt erhielt. Die Konzession für ein Pfandhaus veräußerte er 1792 gegen eine Entschädigung für sich und die Witwe Gieses.
Adolf Friedrich v. Olthof starb verarmt, unverheiratet und kinderlos. Er wurde auf dem St.-Jürgen-Friedhof bestattet.
In einem Nachruf heißt es über ihn: „Ein weiser, der Wissenschaft Pfleger, Freund und Verehrer der Tugend, ein Patriot, leutseelig, offen, sanft war er im Glück und Unglück sich immer gleich.“